# Rastrognathiidae
Rastrognathiidae is een familie in de taxonomische indeling van de tandmondwormen (Gnathostomulida). Het onderliggende geslacht heet Rastrognathia.